# Szeta (biológia)

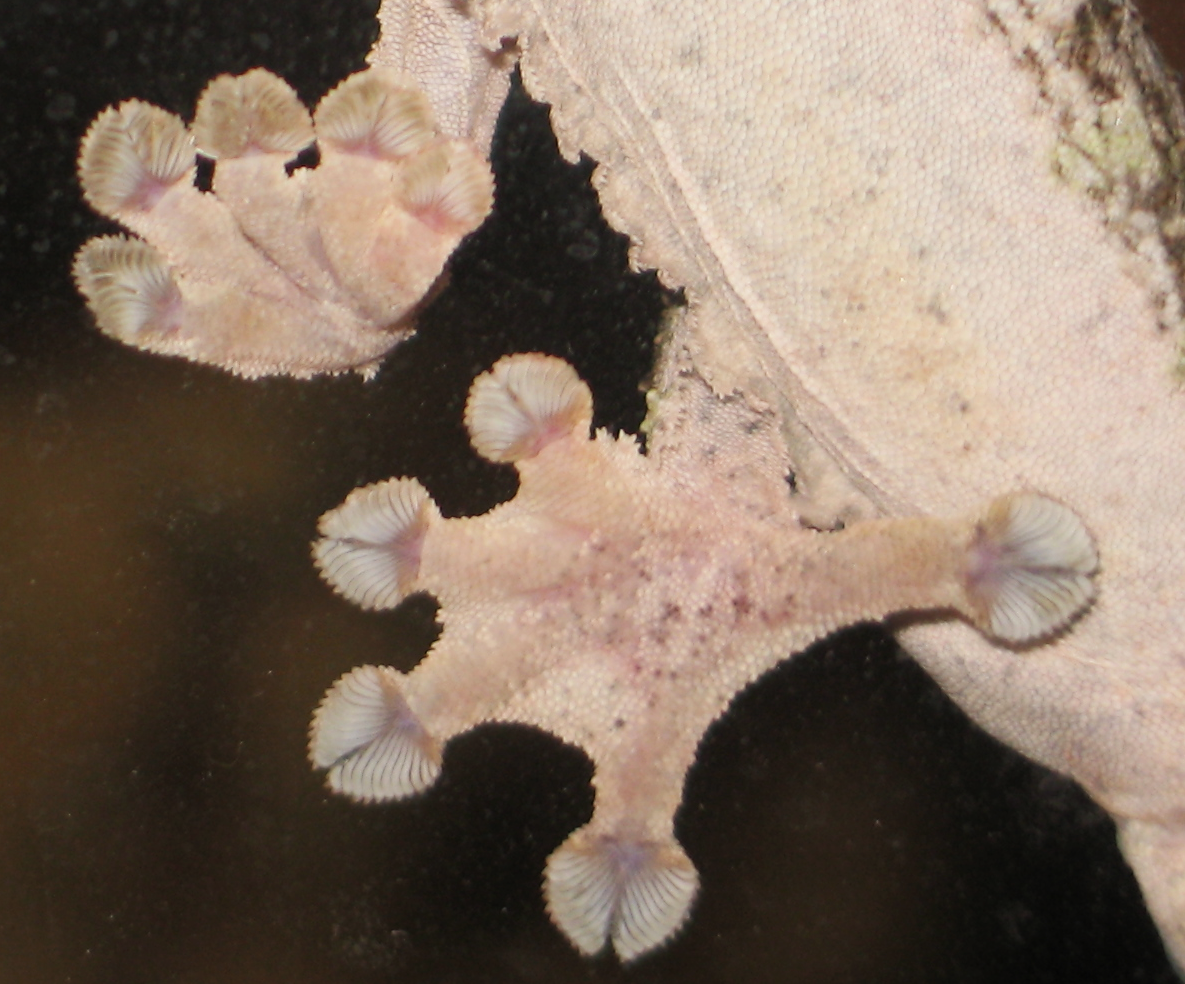
Uroplatus szetái

A szeta  merev szőr vagy szőrszerű nyúlvány egy organizmuson. Növények esetében trichómának is nevezik.
A gekkók ujjain található szeták tömege biztosítja, hogy ez az állat a függőleges felületeken is képes megtapadni. Szetái segítik a földigilisztát abban, hogy megtapadjon a felszínen és perisztaltikus mozgásai közben ne csússzon hátra.
Szeták találhatók a krillek lábain is, és a fitoplankton összegyűjtésében segítik őket.